# Faridpur (Bangladesh)
Faridpur è un sottodistretto (upazila) del Bangladesh centrale. È situata sulla sponda sinistra del torrente Mara Padma (Mara vuol dire «morto»), un affluente del Padma (Gange) superiore.
Faridpur funge da terminale ferroviario per il ramo che collega Goalundo Ghat a Kolkata (Calcutta; in India) ed è collegata da una strada a Kushtia, Meherpur, Khulna, Barisal e Jessore. La città venne istituita come municipalità nel 1869 e deve il nome al santo musulmano Farīd-ud-Dīn Masʿūd, il cui santuario è situato qui. Ospita una centrale termoelettrica, un impianto per la lavorazione della iuta e alcuni college governativi.